# Sumner G. Whittier
Sumner Gage Whittier (* 4. Juli 1911 in Everett, Massachusetts; † 8. Januar 2010 in Baltimore, Maryland) war ein US-amerikanischer Politiker. Zwischen 1953 und 1957 war er Vizegouverneur des Bundesstaates Massachusetts.

## Werdegang
Sumner Whittier besuchte die Everett High School und die Boston University. Während des Zweiten Weltkrieges diente er in der United States Navy. Politisch schloss er sich der Republikanischen Partei an. Im Jahr 1956 war er Ersatzdelegierter und vier Jahre darauf regulärer Delegierter zu deren Republican National Conventions. Zuvor saß er im Stadtrat von Everett, im Repräsentantenhaus von Massachusetts und im Staatssenat.
1952 wurde Whittier an der Seite von Christian Herter zum Vizegouverneur von Massachusetts gewählt. Dieses Amt bekleidete er zwischen 1953 und 1957. Dabei war er Stellvertreter des Gouverneurs. Im Jahr 1956 bewarb er sich erfolglos um das Amt des Gouverneurs. Nach seiner Zeit als Vizegouverneur arbeitete er bis 1964 zunächst für die Bundesbehörde für Veteranenangelegenheiten und dann bis zu seinem 80. Lebensjahr bei der Sozialversicherung in Baltimore. Dort ist er am 8. Januar 2010 im Alter von 98 Jahren verstorben.